# Biserica „Intrarea în Biserică” din Geoagiu de Sus
Biserica „Intrarea în Biserică” din Geoagiu de Sus este un monument istoric aflat pe teritoriul satului Geoagiu de Sus; comuna Stremț.

## Localitatea
Geoagiu de Sus (în maghiară Felgyógy) este un sat în comuna Stremț din județul Alba, Transilvania, România. Prima atestare documentară datează din anul 1263.

## Istoric și trăsături
Biserica a constituit centrul unei mănăstiri din secolul XVI și a fost sediu al Episcopiei Geoagiului. A fost dărâmată în 1762 de armata generalului Buccow. Decorația exterioară este influențată de arhitectura din Țara Românească și prezintă cornișe cu zimți și decorațiuni cubice din cărămidă. Pictura interioară conține două straturi de frescă, ultimul fiind din 1724.

## Imagini

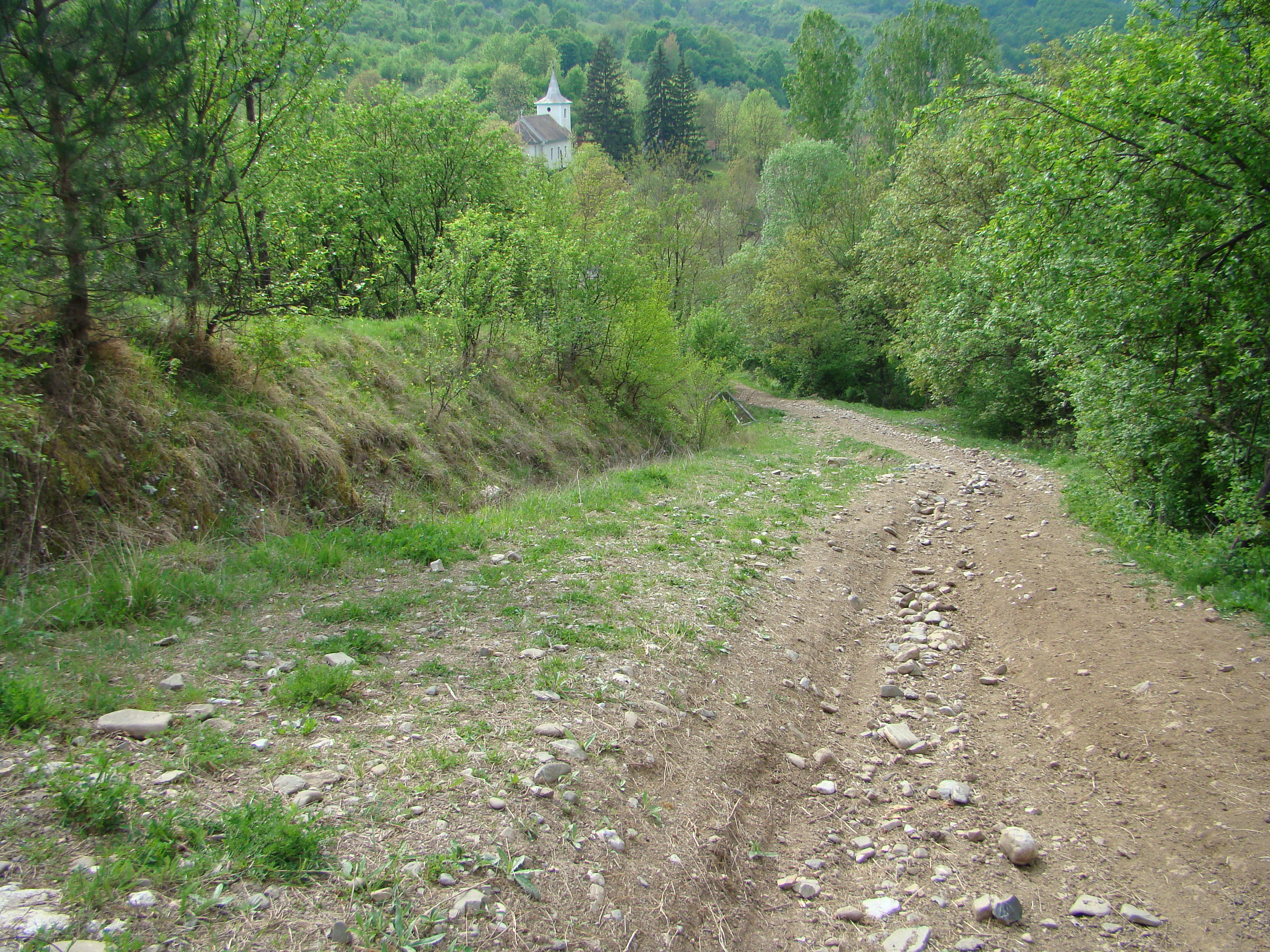
Drumul spre biserică
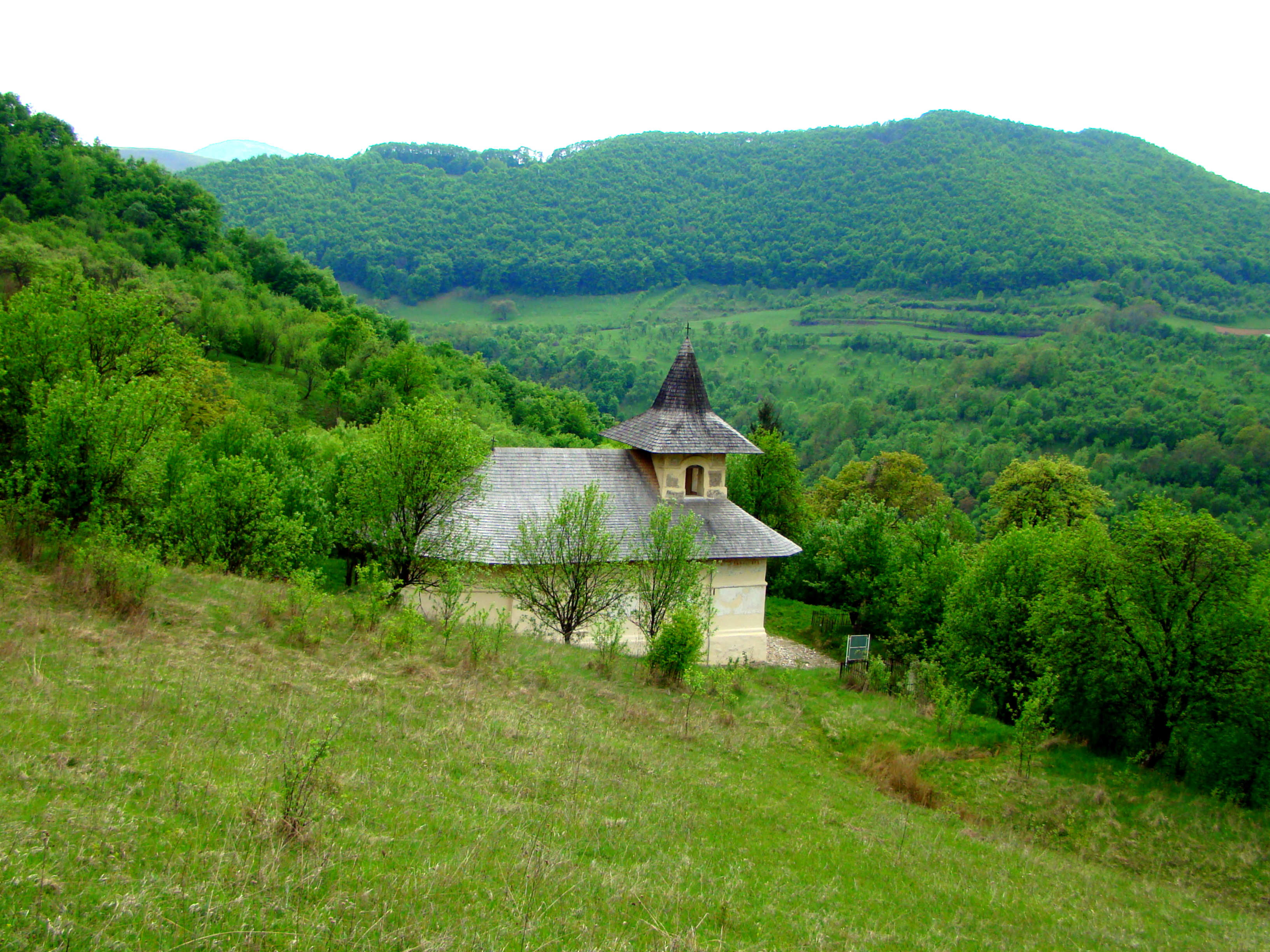
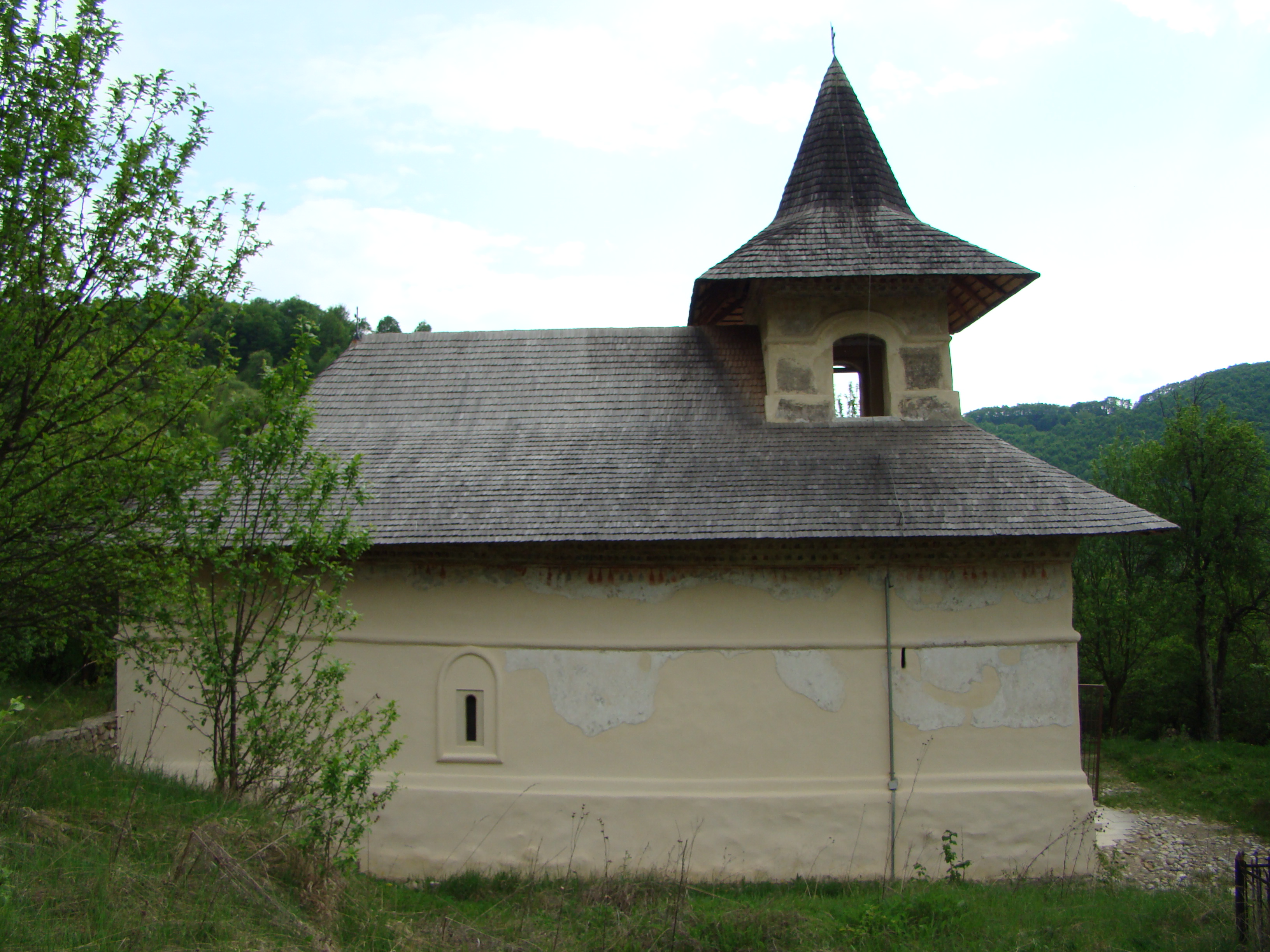
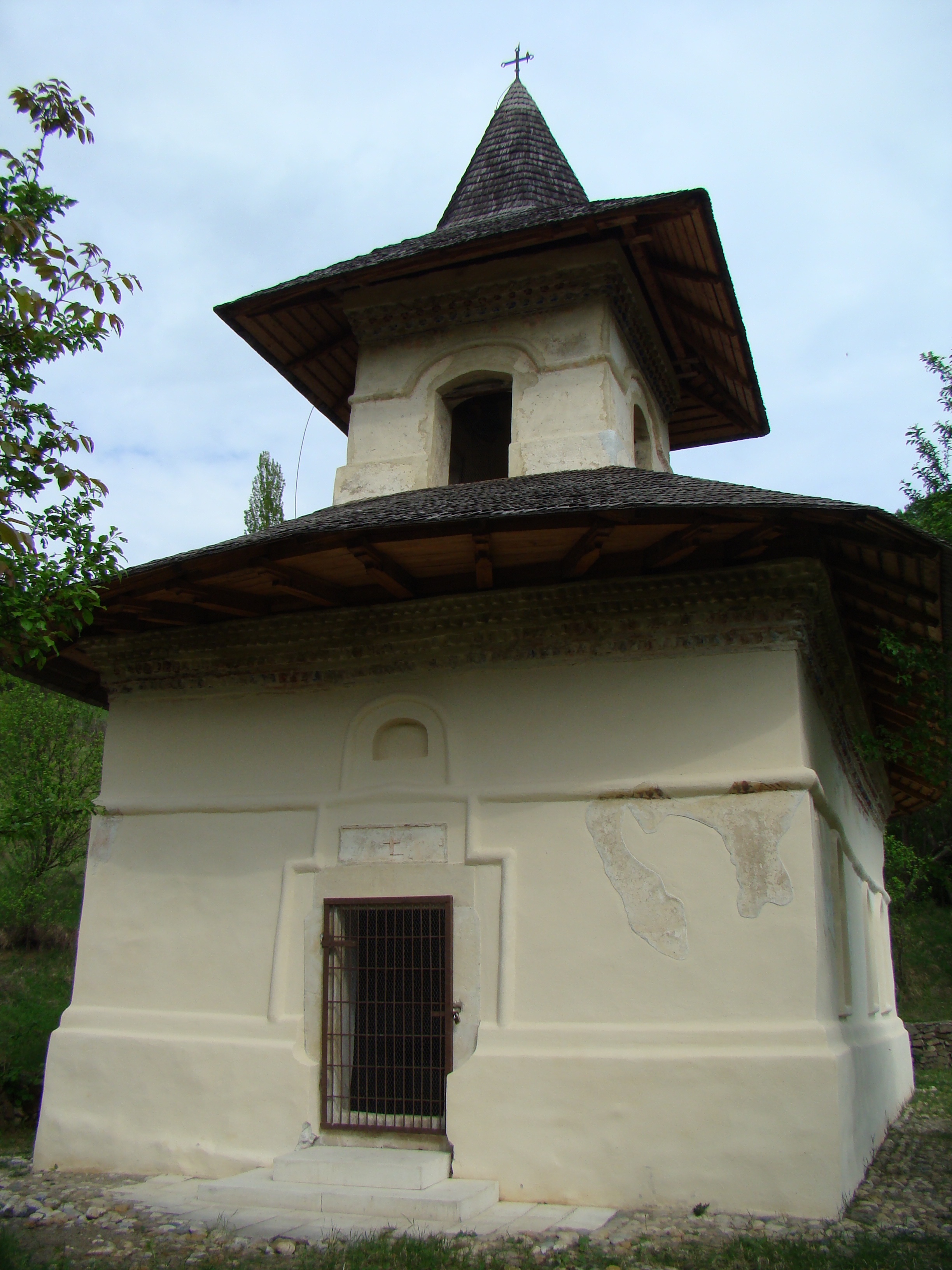
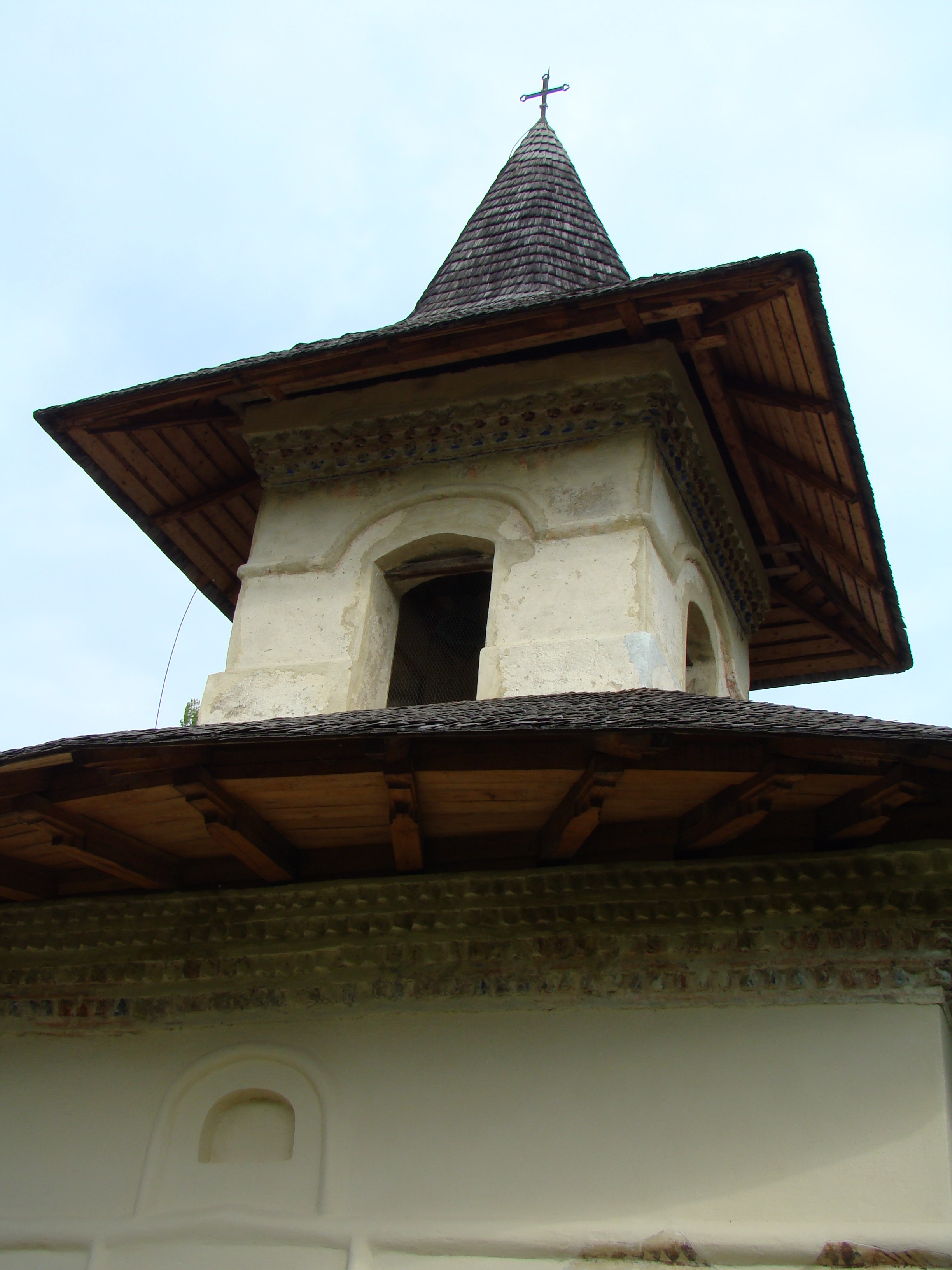
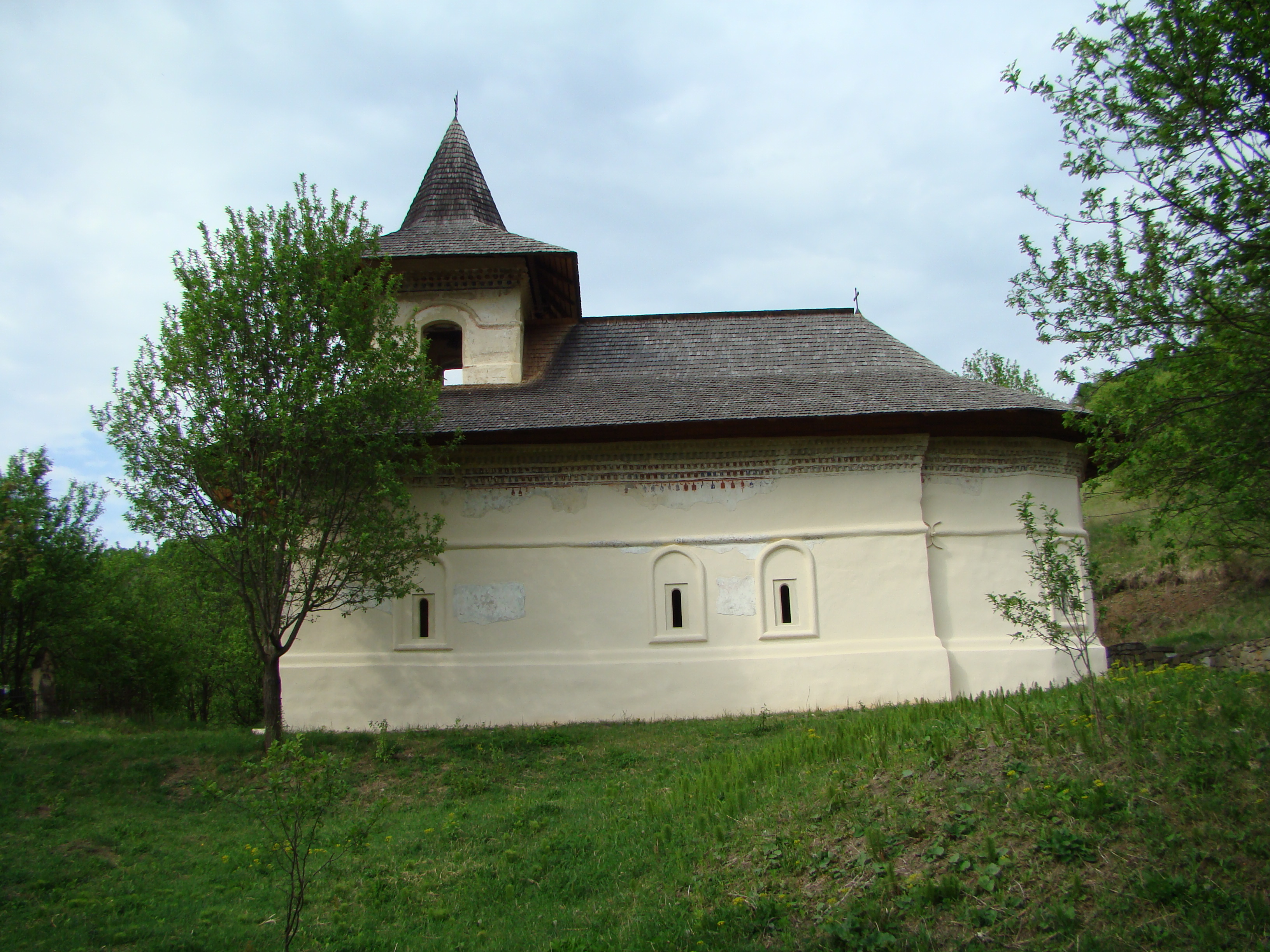
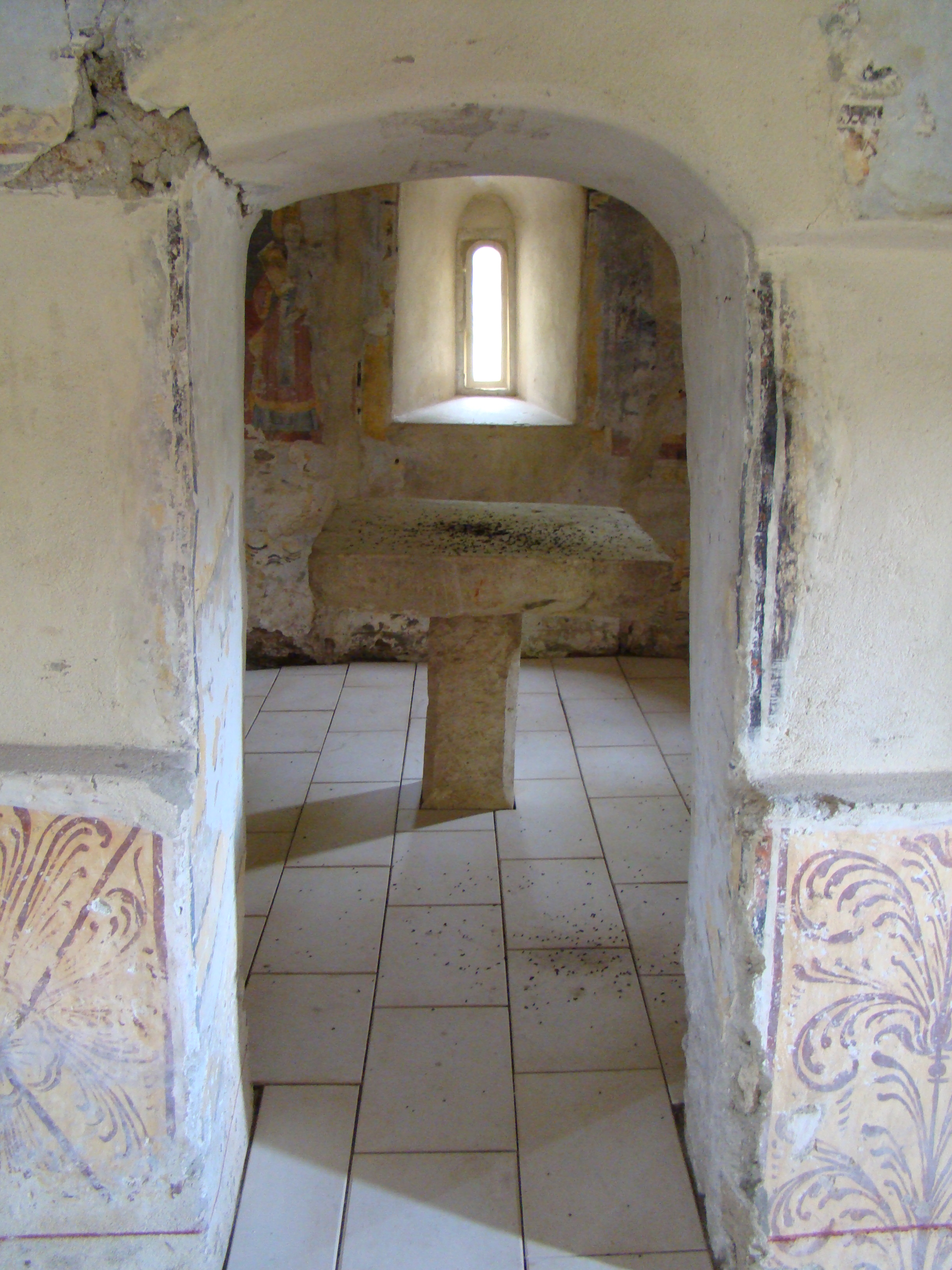
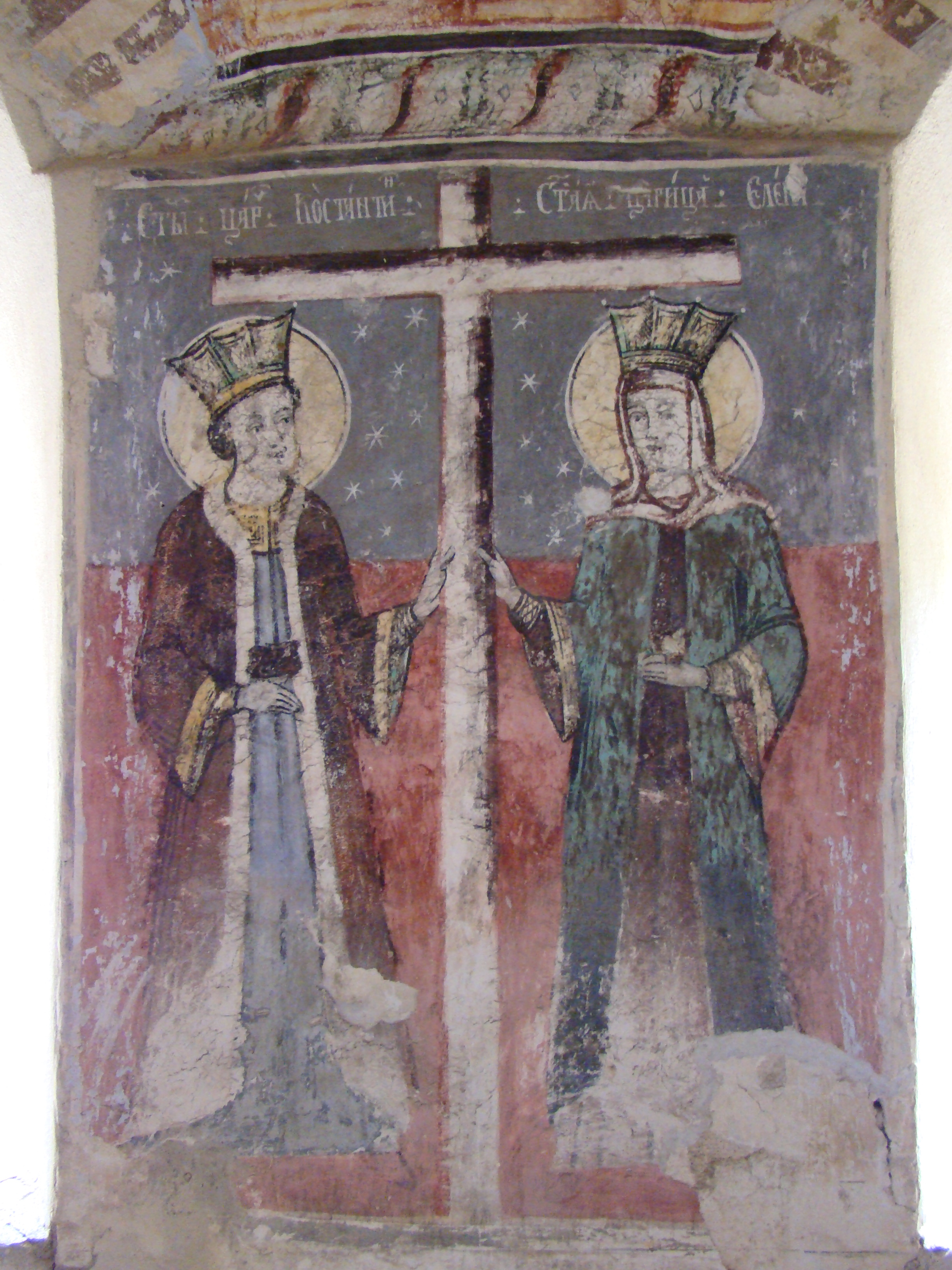
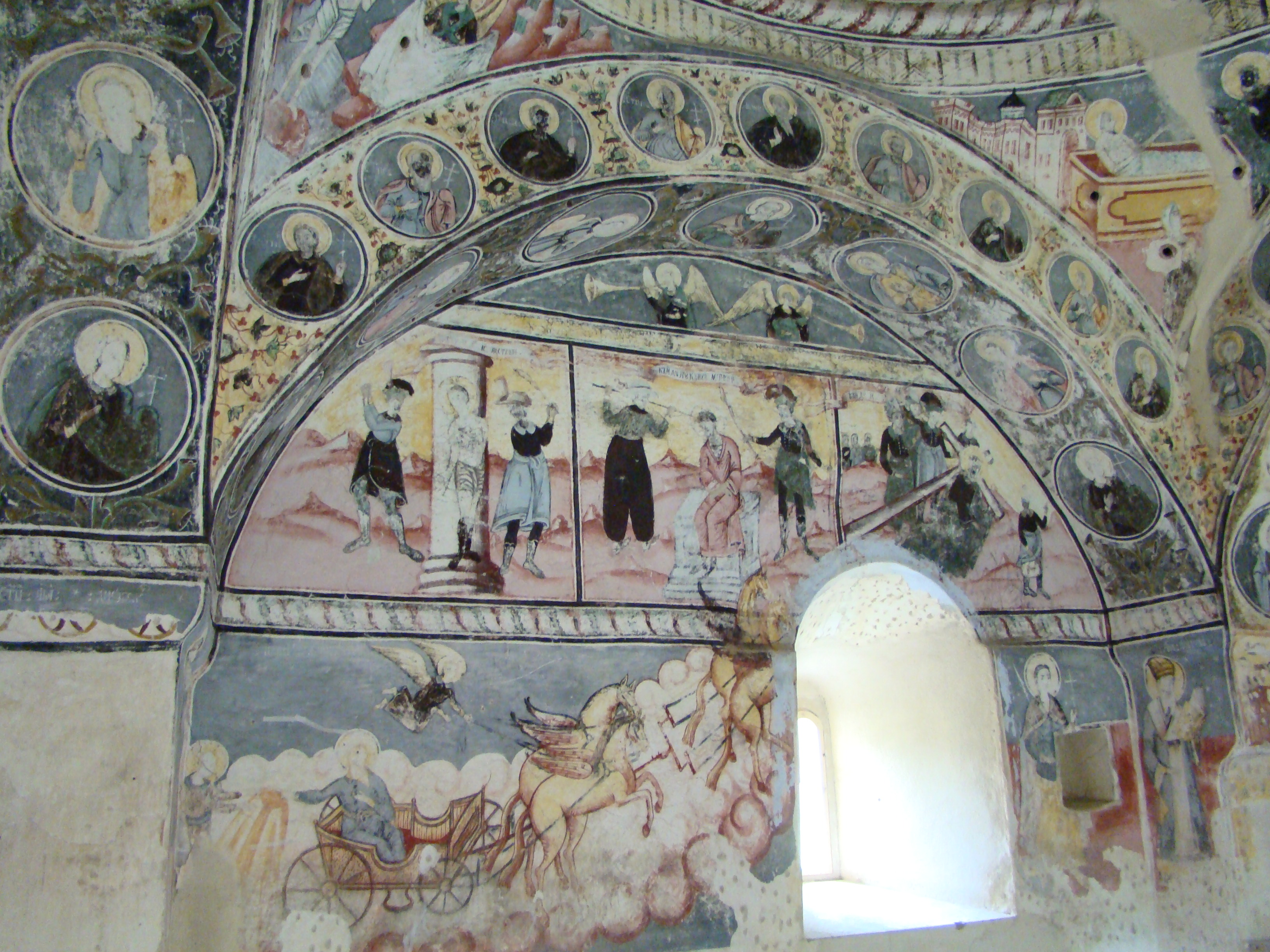
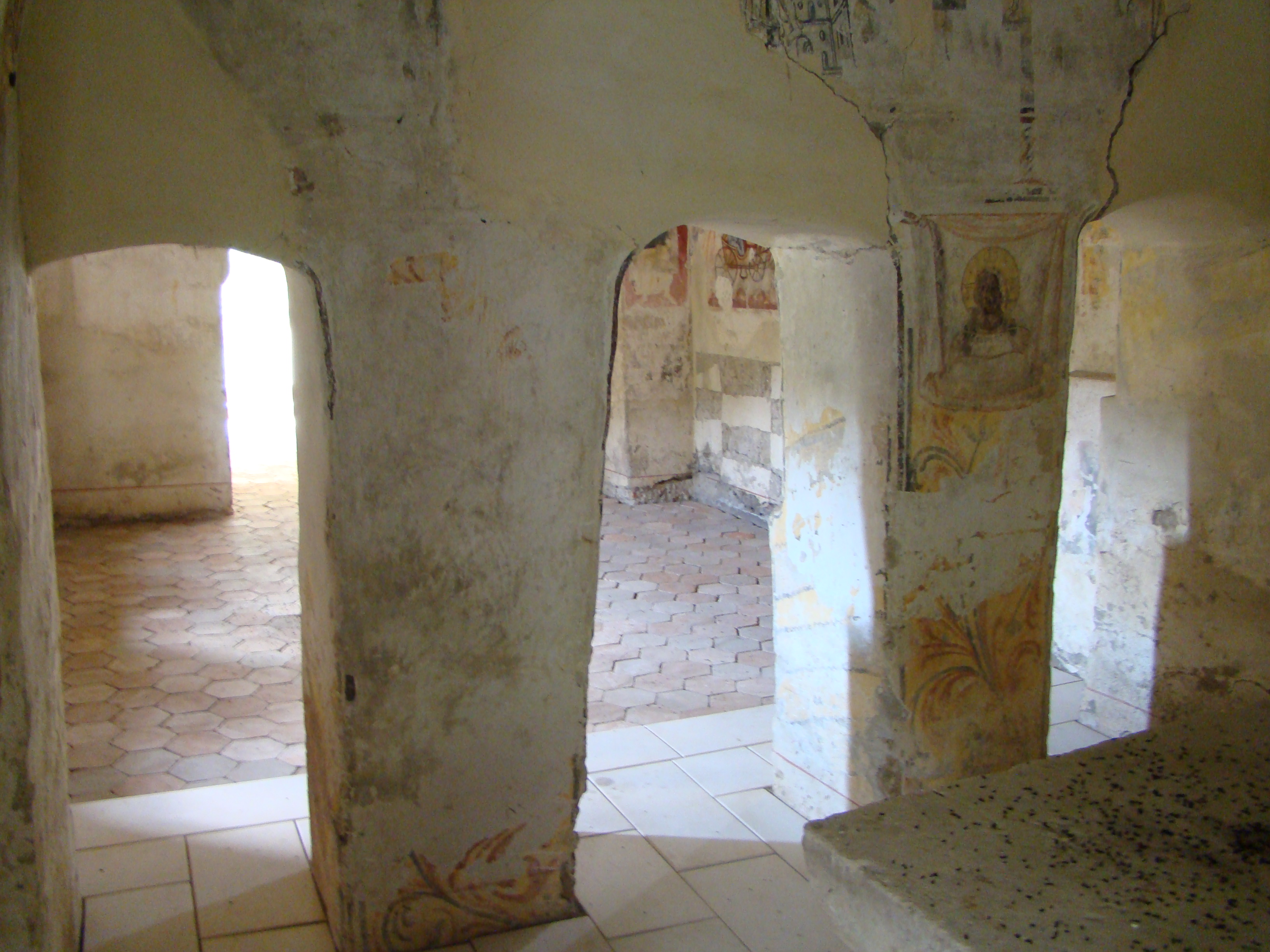
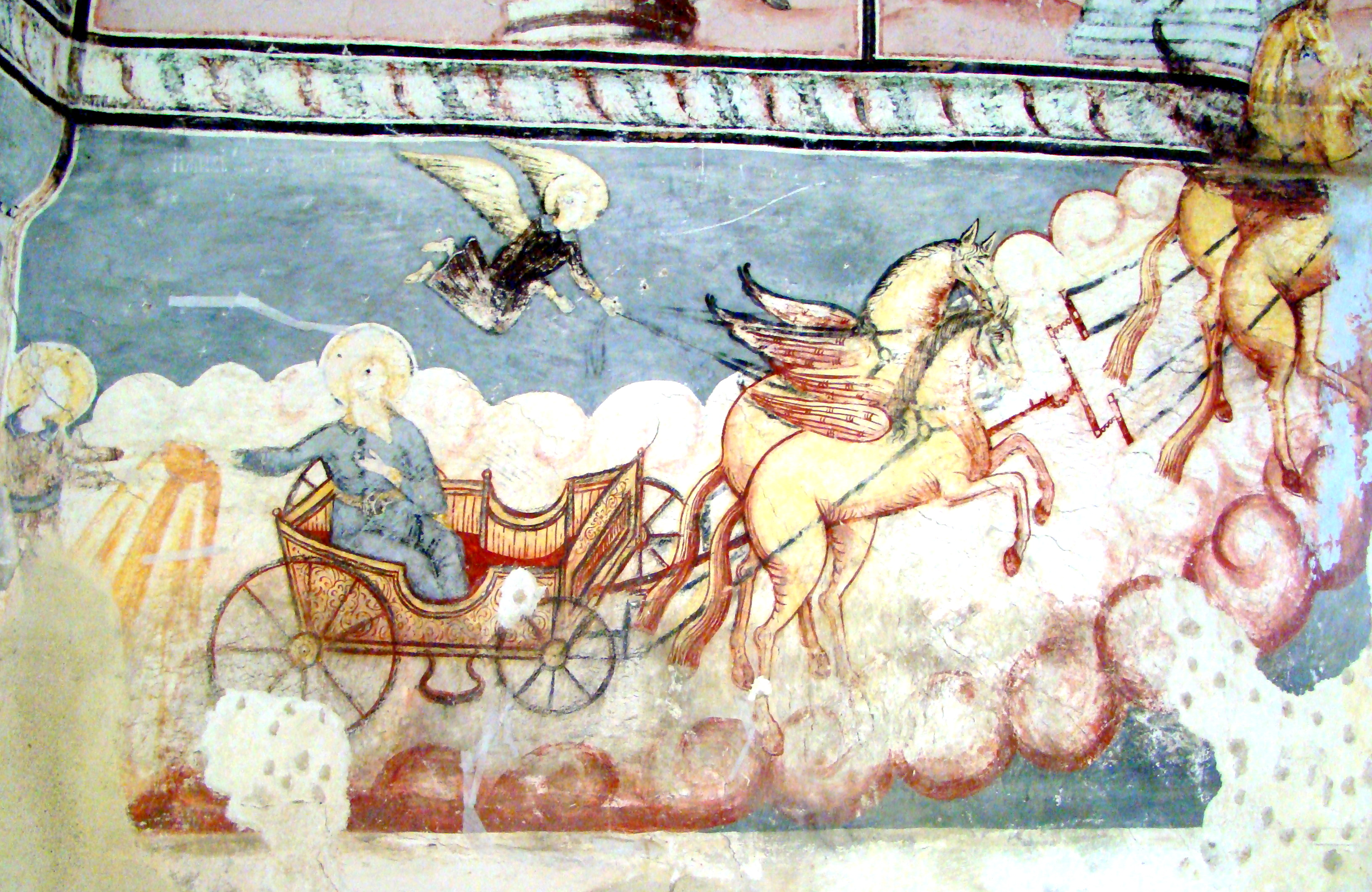
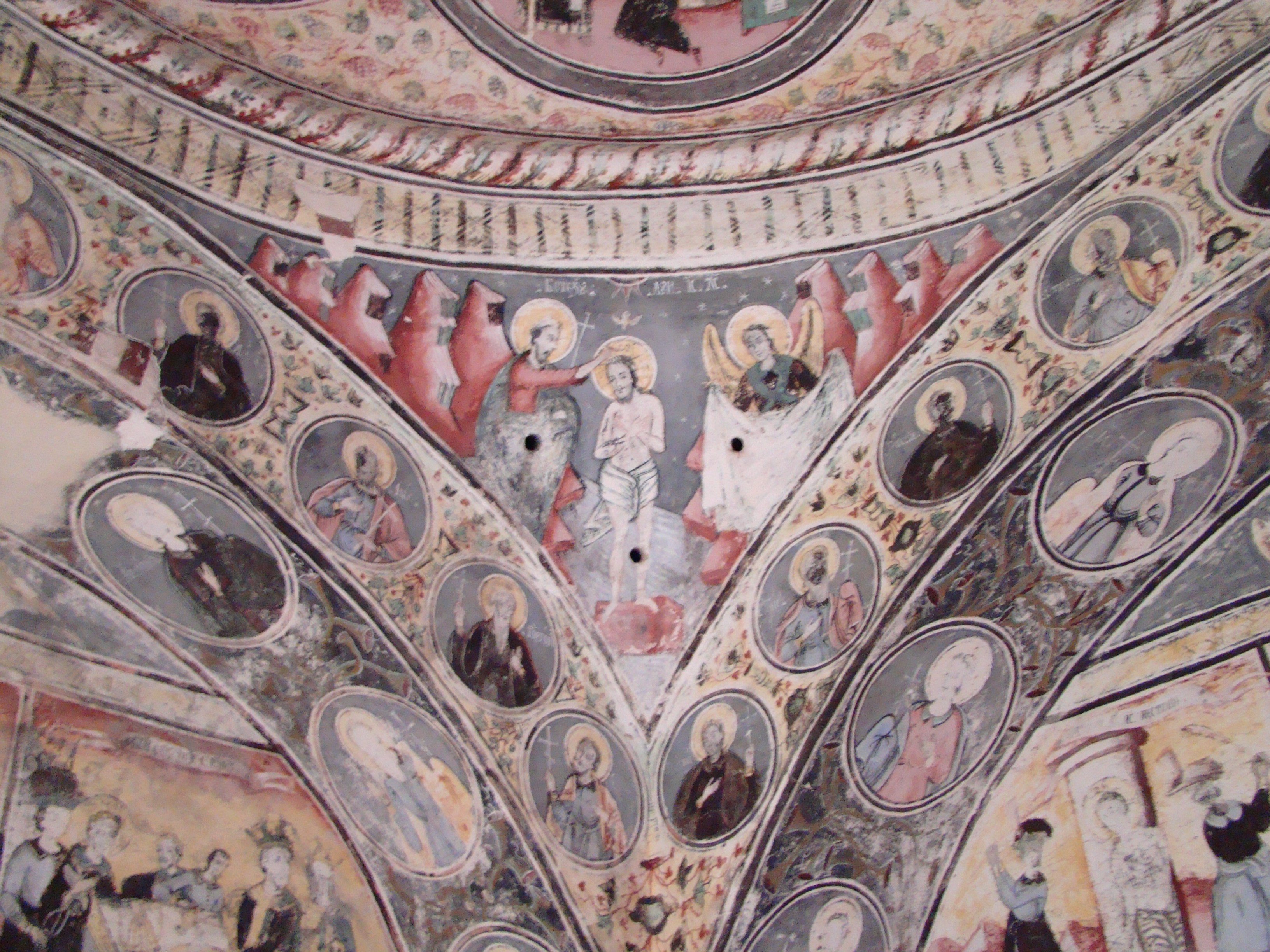
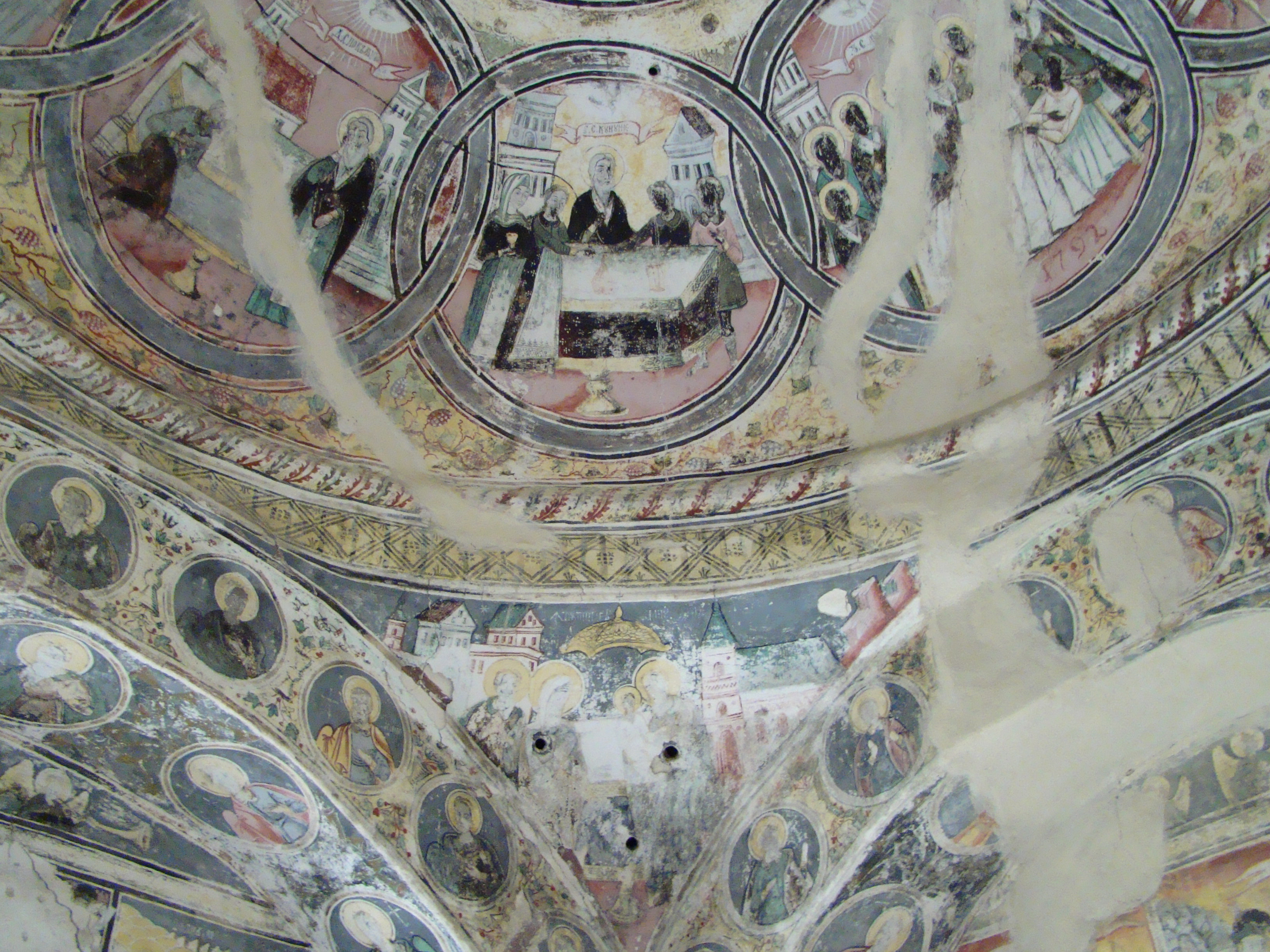
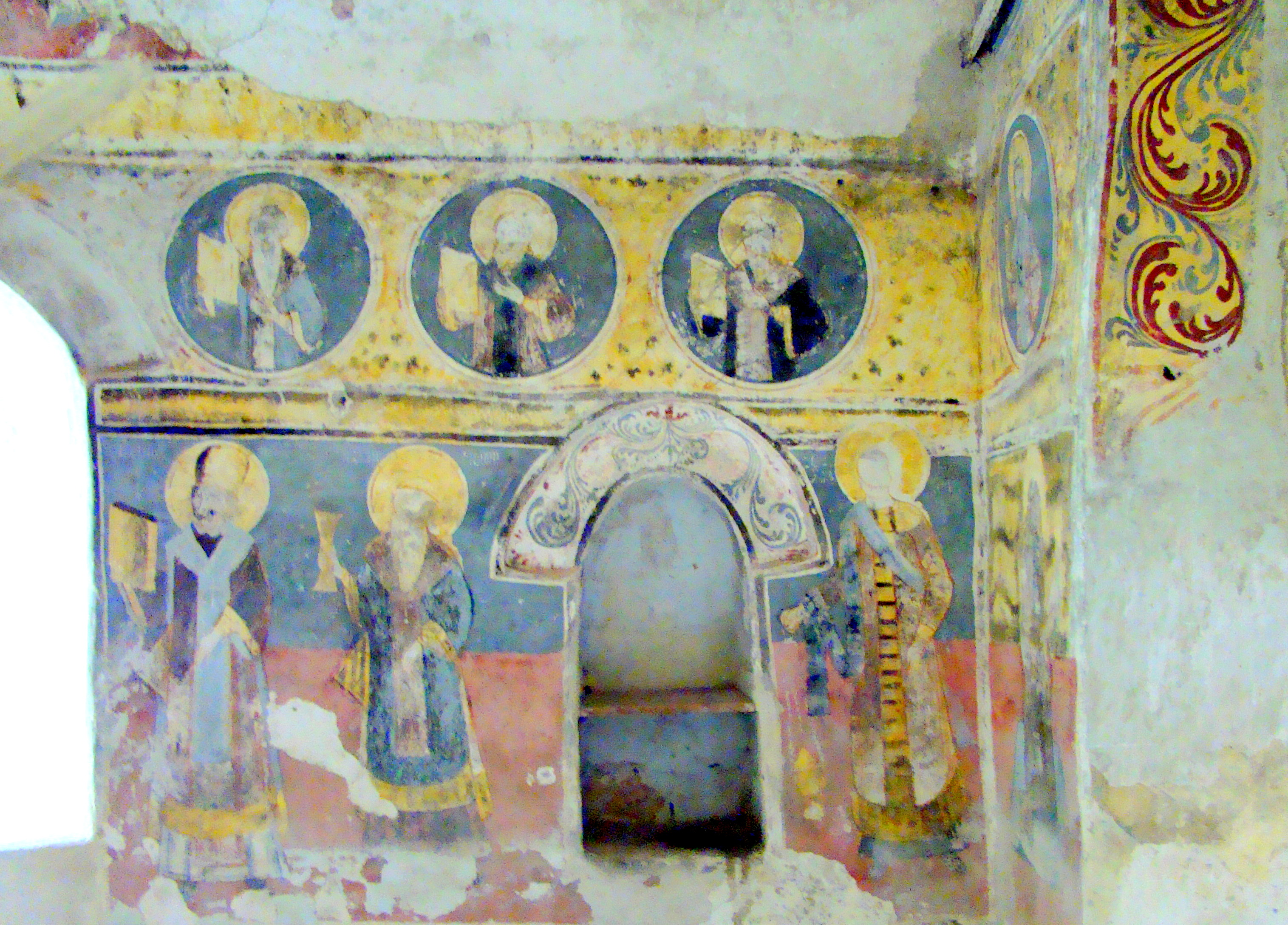
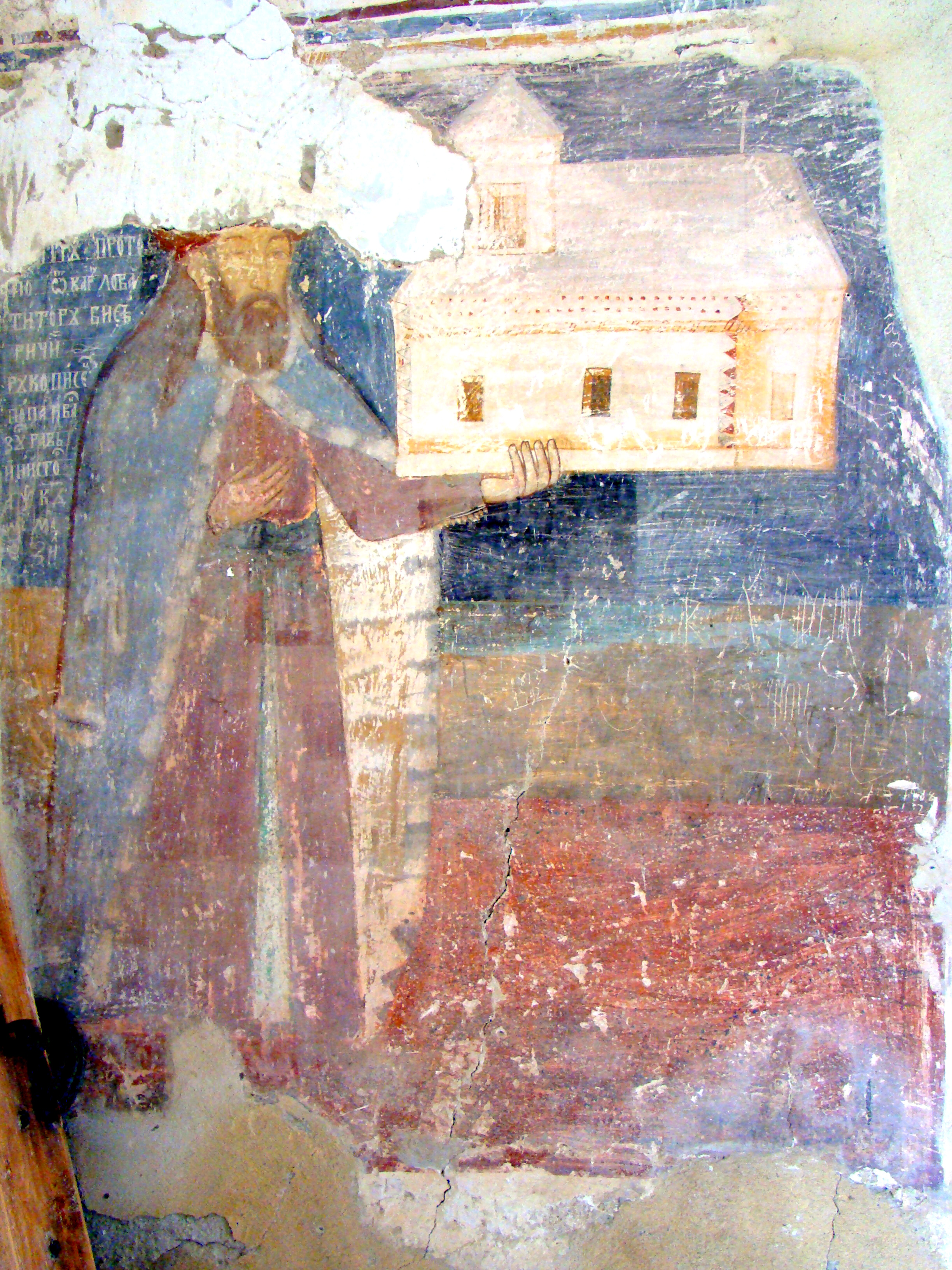
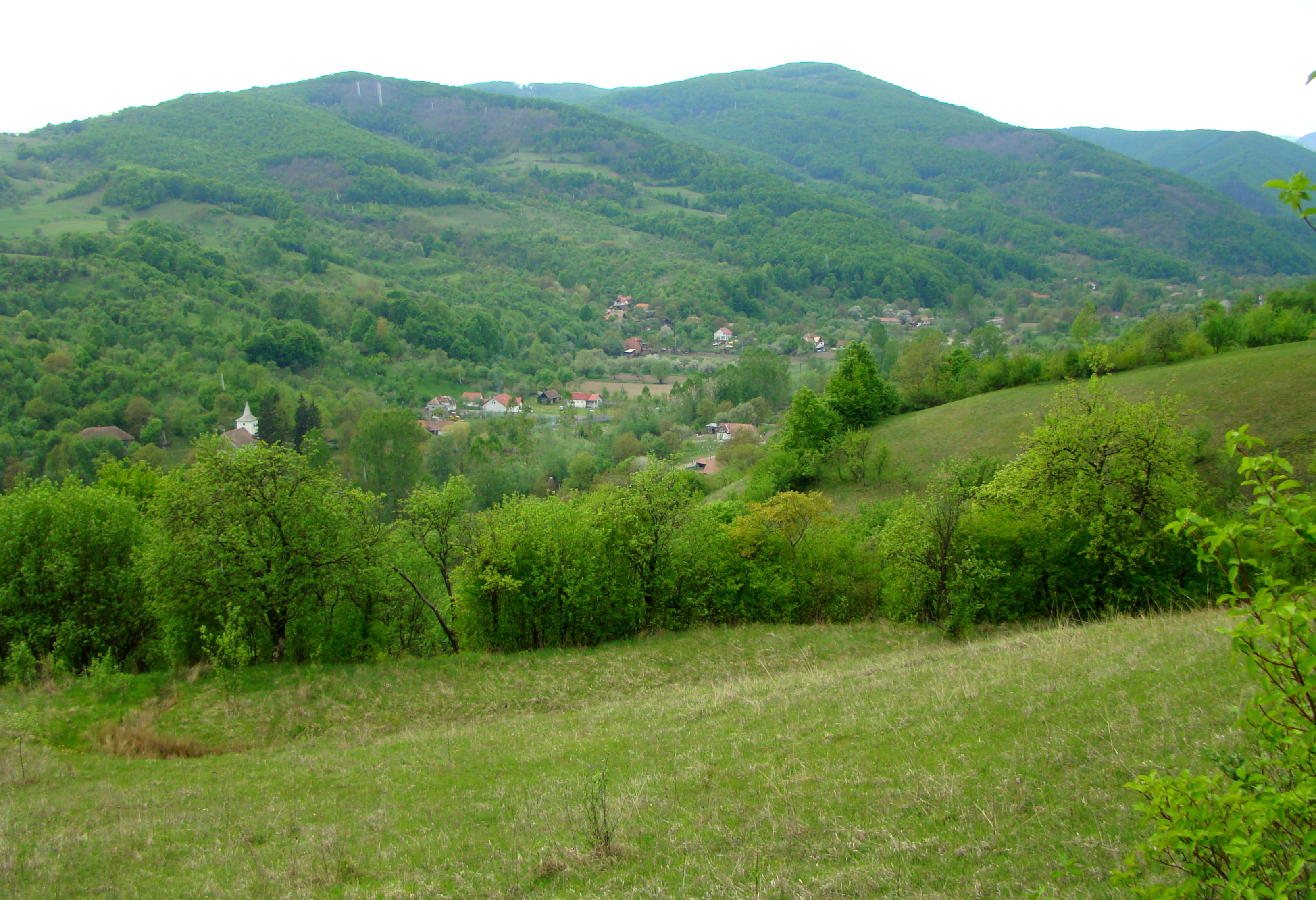
Împrejurimi